# Jordanów (województwo łódzkie)
Jordanów – wieś w Polsce położona w województwie łódzkim, w powiecie brzezińskim, w gminie Brzeziny.
Powstała w roku 1832, założona przez Jan Sucheckiego herbu Poraj, nazwa wsi powstała od nazwiska rodowego jego matki Magdaleny z Jordanów Sucheckiej herbu Trąby. Wieś została wydzielona z majątku Bedoń. 
W zachowanym w Archiwum Państwowym w Łodzi akcie notarialnym (notariusz Janicki w Zgierzu 299/1832) można przeczytać:
...Artykuł pierwszy. Stawający Wielmożny Jan Suchecki pomnażając dochody w dobrach przez siebie posiadanych wsi Bedonia w powiecie Zgierskim, województwie mazowieckim położonych, tamże w miejscu Budy i Huta zwanym, począwszy od granic Małczewa aż do lasu bedońskiego, wydziela gruntu miary nowopolskiej rachuiąc na pret mierniczy łokci siedm i pół, włók mniej więcej szesnaście, a to na zaprowadzenie Kollonii pod nazwiskiem Jordanów...
W Słowniku Geograficznym Królestwa Polskiego i innych krajów słowiańskich z roku 1883 można przeczytać:
Jordanów kol. i osada pow. brzeziński gm. Gałkówek parafia Mileszki. Ma 36 domów, 340 mieszkańców i 486 mórg ziemi włościańskiej. Część osady tzw. karczemna nazwana jest Smolewizną. Całość należy do dóbr Bedoń.
W latach 1975–1998 miejscowość administracyjnie należała do województwa skierniewickiego.
Miejscowość skomunikowana jest z Łodzią i Brzezinami linią autobusową 90 łódzkiego MPK